# Цкоуши
Цкоуши (груз. წყოუში) — село в Грузии, на территории Цаленджихского муниципалитета края (мхаре) Самегрело-Верхняя Сванетия.

## География
Село находится в западной части Грузии, на правом берегу реки Ингури, на расстоянии приблизительно 7 километров (по прямой) к северо-западу от города Цаленджиха, административного центра муниципалитета. Абсолютная высота — 212 метров над уровнем моря.

## Население
По результатам официальной переписи населения 2014 года, в Цкоуши проживало 343 человека (163 мужчины и 180 женщин). В национальной структуре населения грузины составляли 99,1 %, русские — 0,9 %.
| Год  | Население, человек |
| ---- | ------------------ |
| 2002 | 1139               |
| 2014 | ↘ 343              |